# Wola Mokrzeska
Wola Mokrzeska est une localité polonaise de la gmina de Przyrów, située dans le powiat de Częstochowa en voïvodie de Silésie.